# Stromatopelma fumigatum
Stromatopelma fumigatum är en spindelart som först beskrevs av Pocock 1899.  Stromatopelma fumigatum ingår i släktet Stromatopelma och familjen fågelspindlar. Inga underarter finns listade i Catalogue of Life.